# EO Возничего
EO Возничего (лат. EO Aurigae), HD 34333 — двойная затменная переменная звезда типа Алголя (EA) в созвездии Возничего на расстоянии приблизительно 4152 световых лет (около 1273 парсеков) от Солнца. Видимая звёздная величина звезды — от +8,13m до +7,56m. Орбитальный период — около 4,0656 суток. Возраст звезды оценивается как около 23,6 млн лет.

## Характеристики
Первый компонент — бело-голубая звезда спектрального класса B3V. Масса — около 6,22 солнечных, светимость — около 2784 солнечных. Эффективная температура — около 13360 К.
Второй компонент — бело-голубая звезда спектрального класса B3V. Масса — около 5 солнечных, светимость — около 1377 солнечных. Эффективная температура — около 11650 К.